# Usine Fiat Powertrain Technologies de Bourbon-Lancy
L'usine Fiat Powertrain Technologies de Bourbon-Lancy, en Saône-et-Loire, assemble des moteurs Diesel de grande puissance de la gamme Cursor.

## De Puzenat à Fiat

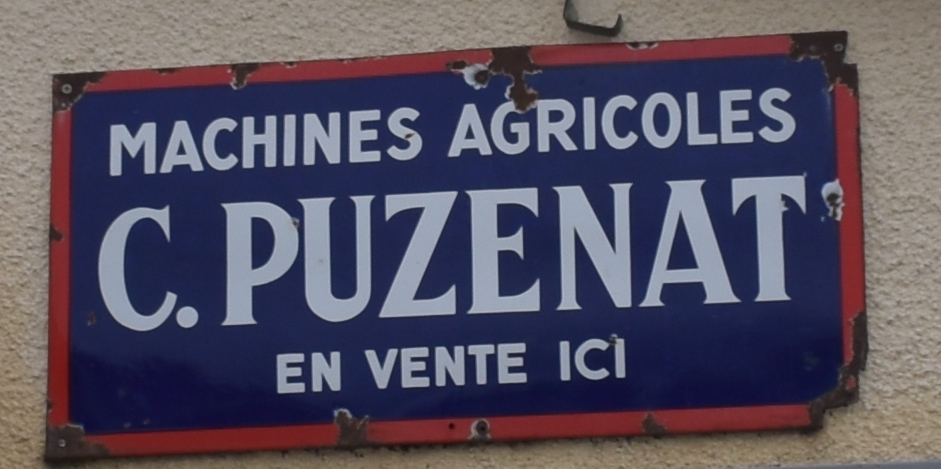
Machines agricoles C. Puzenat - Plaque publicitaire

Émile Puzenat, forgeron, invente un modèle de herse en 1874. C'est le point de départ d'un essor sans précédent. Vers 1925, un demi-siècle après les débuts, les établissements Puzenat embauchent plus de mille ouvriers, la plupart logés dans les cités ayant vu le jour à Bourbon.
A côté de l'usine bourbonnaise, les Puzenat sont aussi à l'origine de la fonderie de Sept-Fons, vers Dompierre-sur-Besbre dans l'Allier, toujours active de nos jours.
En 1955, Simca rachète l'ensemble en vue de développer une activité de rénovation moteurs, à savoir des blocs d'Aronde. La production présente alors de grandes similitudes avec l'affaire de Garchizy, puisque les années 1960 voient des tracteurs Someca quitter les chaînes.
En 1972, la raison Unic-Fiat apparaît. L'affectation des gros moteurs camions en Saône-et-Loire est décidée à ce moment. La production de tracteurs est rapatriée en Italie, le reste des machines agricoles survit un temps à Garchizy. Bourbon sort même, en guise de diversification, quelques chariots élévateurs.

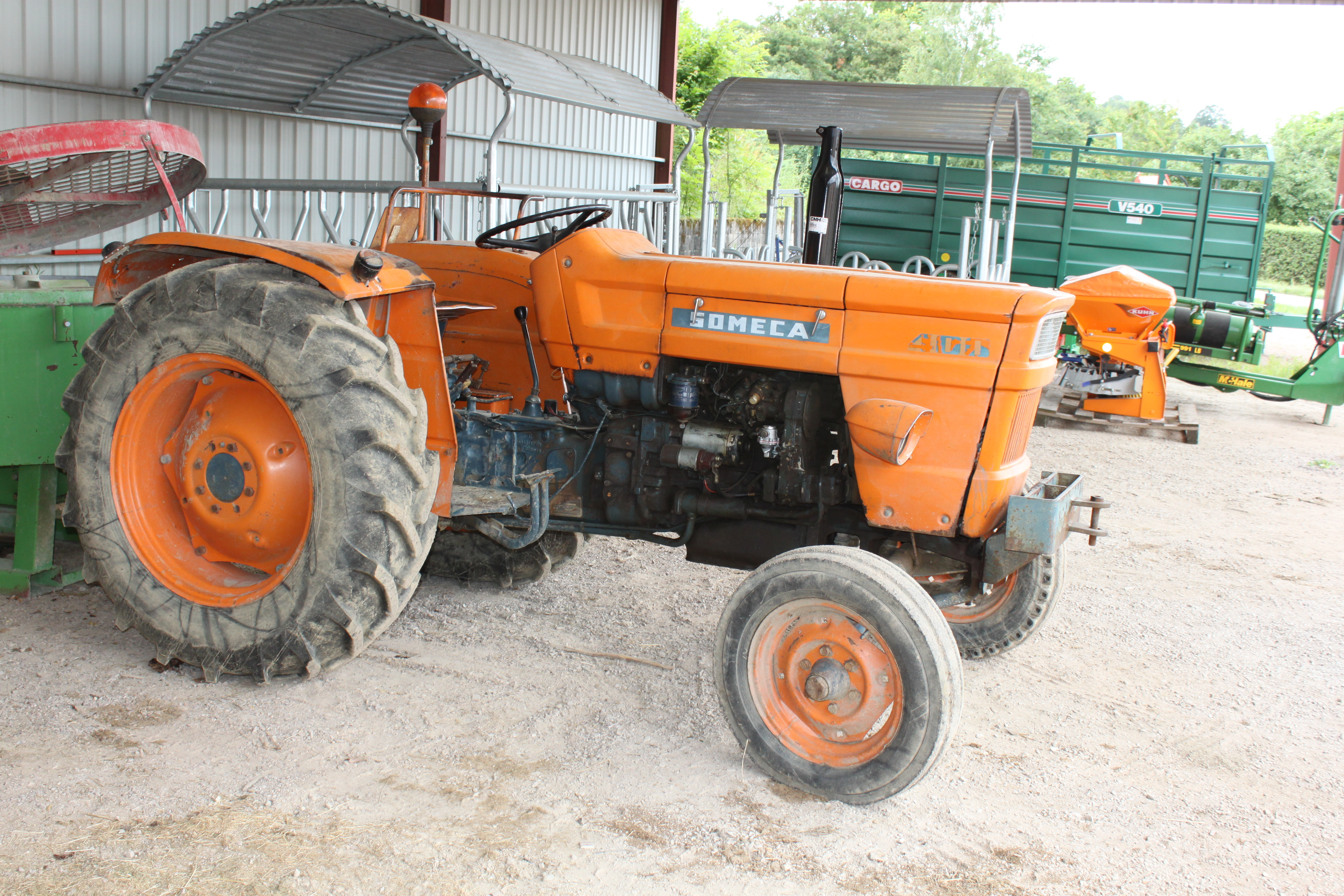
Tracteur Someca 400, produit de 1968 à 1971.

Aperçu de l'effectif et chiffres de production, au cours de la décennie 1980 :
- Iveco Bourbon comptait près de 1 600 salariés en 1980 ; juste un peu plus de 1 150 en 1985[2] (soit une baisse de plus d'un quart) ;
- l'usine a assemblé 15 000 moteurs en 1986, 32 000 en 1989[2] (+113 %).

Ces données, extrêmement fluctuantes, montrent à quel point l'activité est tributaire de la conjoncture économique.

## Un site moderne mais surcapacitaire

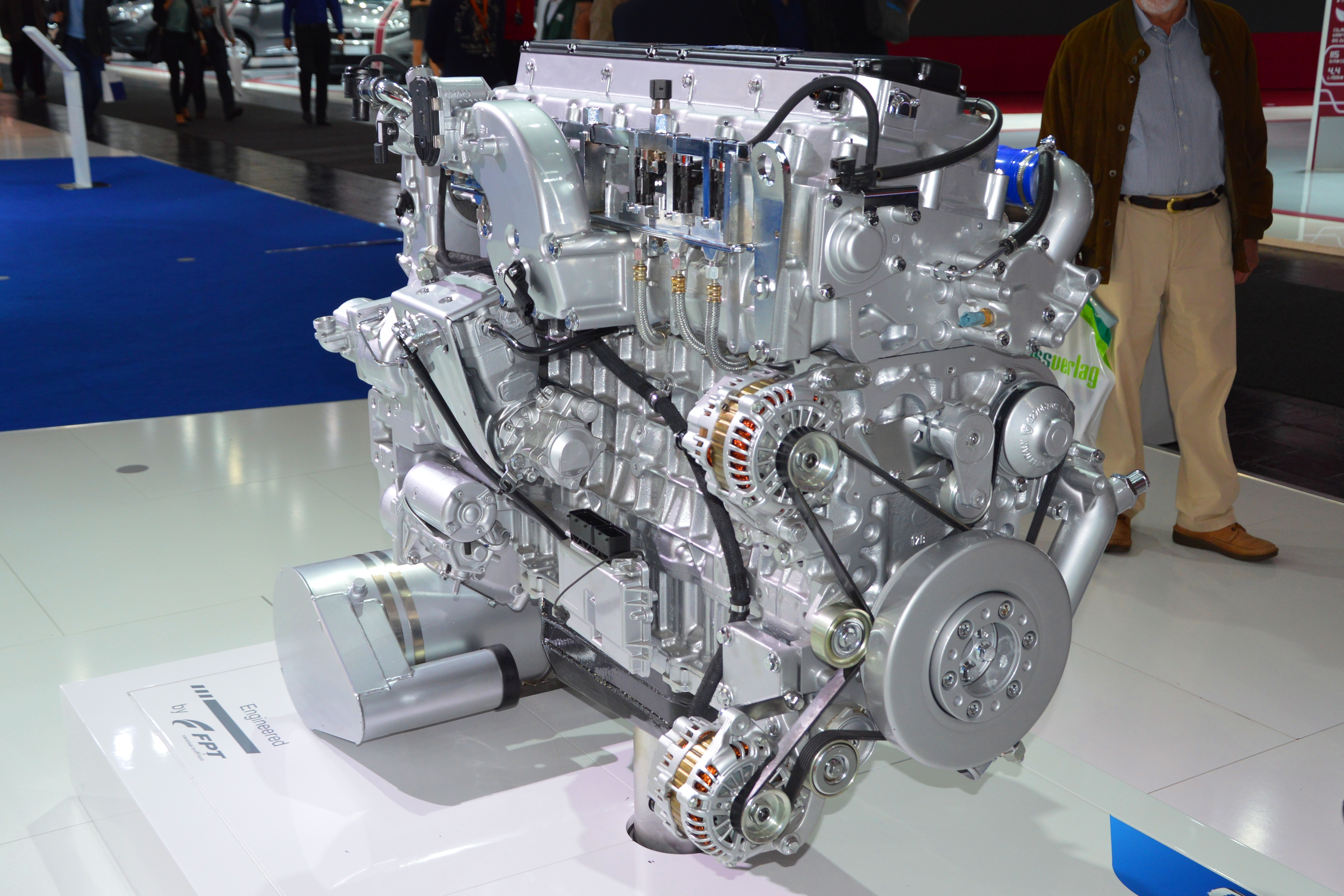
Bloc Iveco Cursor.

230 millions d'euros sont investis durant la décennie 1994-2004 sur les Cursor, moteurs diesel de plus de 250 ch. Fiat mise également sur d'autres sources d'énergie, comme le gaz naturel pour véhicules (GNV). Les blocs sont destinés à mouvoir camions, bus et engins agricoles. Bourbon, dont les installations couvrent dix hectares, est le principal site moteurs du groupe Fiat, avec Turin et Foggia.
Les statistiques sur la période contemporaine, de 2005 à 2016, sont :
- 1 250 salariés en 2005, 45 000 blocs assemblés en 2007[4] ;
- 1 400 salariés pour 70 000 unités en 2008[5] ;
- 36 000 unités en 2014 ; FPT passe dans le giron CNH Industrial cette année[6] ;
- 1 320 salariés pour 39 000 unités en 2016, mais l'usine est dimensionnée pour en sortir jusqu'à 75 000[7].

Malgré cela, FPT Bourbon demeure l'un des plus gros employeurs privés de Bourgogne.